# 禁谷
《禁谷》（英語：The Gorge）是一部2025年美國科幻愛情動作片，由史考特·德瑞森執導，扎克·迪恩編劇，麥爾斯·泰勒、安雅·泰勒-喬伊和雪歌妮·薇佛主演。電影講述兩名精銳幹員被指派了守護一座神秘峽谷的兩側，谷底的真面目不為人知。
《禁谷》2025年2月14日透過串流媒體Apple TV+播出。

## 剧情
两名顶尖狙击手，一位是名叫列维的美国人，另一位是为俄罗斯效力的立陶宛人德拉萨，他们分别被各自国家指派了一项神秘任务：守护一道深渊峡谷的两侧，但两人都不知道峡谷底下究竟隐藏着什么。列维是一名不适合服役于海军陆战队的私人承包商，而德拉萨则身处某种程度上算是官方的秘密军事行动领域。他们仅被告知，需要在这个高度机密的哨所，在峡谷两侧轮流驻守一年，这是年度轮换的一部分，并且要射击任何从峡谷里出来的活物。接替列维的那位狙击手临走前透露，这个峡谷可能是通往地狱的入口，并且那里居住着一种被称为“空心人”的生物。他还提到，在20世纪40年代，曾有三个营共2500人的部队被派遣进入峡谷，但无一生还。随后，这位即将离任的狙击手在离开途中，被本应接他离开的直升机上的人杀害。然而，列维和德拉萨很快便被彼此吸引，两人之间也产生了浪漫情愫。与此同时，一些非自然的生物也开始从峡谷深处爬出。
尽管被明令禁止互相联络，但六个月后，列维还是冒险用滑索滑到峡谷另一侧，与德拉萨共度了一天。然而，在他返回的途中，他那一侧峡谷的地雷却被攀爬峡谷的空心人引爆，导致他坠入峡谷。德拉萨毫不犹豫地跳伞进入峡谷营救他，两人这才发现，原来这个峡谷是一个二战后建立的生物武器研究实验室和基地。一场地震引发了污染物泄漏，导致这里的生物变异成了“空心人”——一种由人类与动物、植物甚至昆虫基因混合而成的怪物。
两人设法驾驶着一辆老旧的吉普车，利用拖缆，一路战斗逃出了峡谷。这时他们才意识到，这个峡谷实际上是“暗湖”公司的一个研究基地。这家公司的目的是利用“空心人”来制造基因强化士兵，为了保守秘密，他们不惜消灭任何知情者。列维和德拉萨随即摧毁了用于隐藏峡谷的卫星伪装系统，并启动了代号为“流浪狗协议”的核武器——这枚核弹原本被部署在此，用于在泄露事件发生时摧毁整个峡谷——之后，两人成功逃往法国。

## 演員
- 麥爾斯·泰勒飾演李維（Levi）
- 安雅·泰勒-喬伊飾演德拉莎（Drasa）
- 雪歌妮·薇佛飾演巴塞洛繆（Bartholomew）
- 蘇普·狄里蘇（英语：Sope Dirisu）飾演JD（J.D.）
- 威廉·休斯頓（英语：William Houston (actor)）飾演艾利卡斯（Erikas）

## 製作
2020年12月，扎克·迪恩的劇本《禁谷》被透露為當年最受歡迎的未製作黑名單劇本。2022年3月，宣布史考特·德瑞森將執導並製作電影。8月，麥爾斯·泰勒參演並擔任執行製片人。10月，安雅·泰勒-喬伊參演，Apple Original Films獲得發行權。2023年3月，雪歌妮·薇佛參演。
《禁谷》2023年3月在倫敦展開拍攝，製作亦於華納兄弟利維斯登工作室和威爾斯進行。

## 發行
《禁谷》2025年2月14日透過Apple TV+發行。

## 外部連結
- 互联网电影数据库（IMDb）上《禁谷》的资料（英文）